# Emma Fuhrmann
Emma Cate Fuhrmann (Dallas, 15 settembre 2001) è un'attrice e modella statunitense.

## Biografia
Fuhrmann è nata a Dallas, in Texas, il 15 settembre 2001. Ha iniziato a fare la modella ad appena 18 mesi per la Kim Dawson Agency a Dallas. È apparsa in numerose campagne pubblicitarie per varie aziende, tra cui T-Mobile, Neiman Marcus, Dillards, JC Penney, AAFES, Belk e molti altri. A 5 anni ha preso parte al suo primo spot pubblicitario per la Dallas Morning News. Ha partecipato inoltre a diversi spot per Subway, Heart for Heart Dolls, TXU Energy, and The Great Wolf Lodge.
I suoi crediti televisivi includono l'episodio pilota della serie drammatica Chase, e due apparizioni come guest star in La strana coppia e Prime Suspect. Il suo debutto cinematografico risale al 2012, anno in cui è stata protagonista del film di Rob Reiner The Magic of Belle Isle, al fianco di Morgan Freeman. Nel 2014 ha recitato nel film Insieme per forza, commedia con protagonisti Adam Sandler e Drew Barrymore. Fuhrmann e gli altri giovani attori apparsi in questo film hanno conquistato uno Young Artist Award come miglior giovane cast nell'anno successivo.

## Impegno umanitario
Fuhrmann è sostenitrice dell'Alzheimer's Association di Chicago, è stata una dei suoi Celebrity Champions dal 2011. Sostiene inoltre anche le famiglie dei militari statunitensi con The Boot Campaign. È solita rendersi utile nelle comunità dei luoghi in cui sta girando un film, come per esempio una dispensa alimentare a Greenwood Lake (Contea di Orange), dove ha recitato in The Magic of Belle Isle, o l'orfanotrofio Grace Help Centre a Rustenburg, dove ha recitato in Insieme per forza. Fuhrmann collabora anche con il Cook Children's Hospital a Fort Worth ed è sostenitrice del Gentle Barn, un'organizzazione della California che si occupa di animali vittime di abusi, così come la Humane Society of the United States.

## Filmografia

### Cinema
- The Magic of Belle Isle, regia di Rob Reiner (2012)
- The Fandango Sisters, regia di José Juan Sauceda (2012)
- Insieme per forza (Blended), regia di Frank Coraci (2014)
- Lost in the Sun, regia di Trey Nelson (2016)
- Girl Followed, regia di Tom Shell (2017)
- Avengers: Endgame, regia di Anthony e Joe Russo (2019)
- Delitto tra le vigne (Murder in the Vineyard), regia di Craig Goldstein (2020)

### Televisione
- Chase - serie TV, episodio 1x01 (2010)
- La strana coppia (The Good Guys) - serie TV, episodio 1x12 (2010)
- Prime Suspect - serie TV, episodio 1x08 (2011)
- Chicago Fire - serie TV, episodio 7x7 (2018)
- Station 19 - serie TV, episodio 3x14 (2020)

### Cortometraggi
- Emma's Wish, regia di Carolyn Hodge (2010)
- Raspberry Jam, regia di Courtney Ware (2011)
- Are We Listening?, regia di Andrew Sensenig (2012)
- A Taylor Story, regia di Alex Yonks (2016)
- Sweeter on the Vine, regia di Anna Terry (2017)
- Sky West and Crooked, regia di Heather Edwards (2020)

## Riconoscimenti
- 2015 – Young Artist Award
  - Miglior giovane cast in un film per Insieme per forza
  - Candidatura come Miglior giovane attrice non protagonista in un film per Insieme per forza

## Doppiatrici italiane
Nelle versioni in italiano dei suoi film, Emma Fuhrmann è stata doppiata da:
- Valentina De Marchi in Delitto tra le vigne
- Sara Labidi in Insieme per forza
- Arianna Vignoli in Avengers: Endgame
- Alice Venditti in Station 19